# Sacramento Monarchs 2002
La stagione 2002 delle Sacramento Monarchs fu la 6ª nella WNBA per la franchigia.
Le Sacramento Monarchs arrivarono seste nella Western Conference con un record di 14-18, non qualificandosi per i play-off.

## Roster
| N° | Naz.                   | Ruolo | Sportivo         | Anno | Alt. | Peso |
| -- | ---------------------- | ----- | ---------------- | ---- | ---- | ---- |
| 00 | Stati Uniti (bandiera) | A     | La'Keshia Frett  | 1975 | 191  | 77   |
| 6  | Stati Uniti (bandiera) | G     | Ruthie Bolton    | 1967 | 175  | 68   |
| 9  | Mali (bandiera)        | GA    | Hamchétou Maïga  | 1978 | 185  | 73   |
| 11 | Ungheria (bandiera)    | G     | Andrea Nagy      | 1971 | 170  | 67   |
| 12 | Stati Uniti (bandiera) | G     | Edna Campbell    | 1968 | 173  | 69   |
| 20 | Stati Uniti (bandiera) | A     | Stacey Ford      | 1969 | 188  | 82   |
| 21 | Portogallo (bandiera)  | G     | Ticha Penicheiro | 1974 | 180  | 72   |
| 25 | Stati Uniti (bandiera) | G     | Kedra Holland    | 1974 | 173  | 60   |
| 27 | Stati Uniti (bandiera) | G     | Lady Hardmon     | 1970 | 178  | 79   |
| 33 | Stati Uniti (bandiera) | C     | Yolanda Griffith | 1970 | 193  | 79   |
| 34 | Stati Uniti (bandiera) | A     | Cass Bauer       | 1972 | 193  | 82   |
| 44 | Stati Uniti (bandiera) | A     | Monique Ambers   | 1970 | 193  | 67   |
| 50 | Stati Uniti (bandiera) | A     | Tangela Smith    | 1977 | 193  | 73   |
| 52 | Stati Uniti (bandiera) | C     | Kara Wolters     | 1975 | 201  | 102  |

## Staff tecnico
- Allenatore: Maura McHugh
- Vice-allenatori: Michele Cherry, Monique Ambers, Steve Shuman
- Preparatore atletico: Jill Jackson
- Preparatore fisico: Al Biancani